# Martin Bodmer
Martin Bodmer (Zúric, Suïssa, 13 de novembre de 1899 - 22 de març de 1971) fou un bibliòfil, erudit i col·lecionista suís.

## Biografia
Martin Bodmer era el fill d'una família benestant que va néixer a Zuric, Suïssa, on va viure fins al 1948. El seu pare va morir el 1916 deixant una gran fortuna. El 1918 va començar a estudiar alemany, que després abandonà per fer un viatge als Estats Units i París. Estudià diversos semestres de filosofia i el 1921 va fundar el Premi Gottfried Keller, un reconegut premi literari suís. El 1930 va fundar la revista bimensual "Corona", que es va publicar fins al 1943 a Múnic. Amb l'inici de la Segona Guerra Mundial es va dedicar al Comitè Internacional de la Creu Roja i es va convertir en el seu vicepresident. Durant la Segona Guerra Mundial, molts escriptors famosos i periodistes van residir a la casa de Bodmer a Zurich, incloent-hi Rudolf Borchardt, Selma Lagerlöf, Rudolf Alexander Schröder, i Paul Valéry.
Va començar a col·leccionar llibres rars a l'edat de 16 anys i va dedicar tota la seva vida per crear una col·lecció extraordinària de literatura mundial. Bodmer seleccionà les obres centrat en el que veia com els cinc pilars de la literatura universal: la Bíblia, Homer, Dante Alighieri, William Shakespeare i Johann Wolfgang von Goethe. Donà prioritat a autògrafs i primeres edicions. El 1928 la casa era massa petita per la seva col·lecció i es va comprar un edifici adjacent, antic col·legi, per donar cabuda als seus llibres. Després de la guerra va reprendre el seu projecte a llarg termini per a construir un edifici "Biblioteca de la literatura universal", o "Biblioteca Bodmeriana" en edificis de disseny especial, recollint els missatges més importants de la humanitat, incloent-hi no només la literatura i l'art, sinó també la religió, la història i la política. Va sortir de Zuric i transferí la seva col·lecció a Cologny, als afores de Ginebra, a la vora del Llac Léman.
Bodmer acumulà 150.000 obres de 80 idiomes, incloent-hi les primeres edicions d'obres importants, el Papir 66 que és un dels més antics manuscrits conservats de l'Evangeli de Joan (segle ii), l'original dels contes de fades dels Germans Grimm, l'única còpia a Suïssa de la Bíblia de Gutenberg, un quintet de corda de Mozart, la versió en prosa de Nathan el Savi de Lessing, la Madame Bovary de Flaubert, Lotte in Weimar de Thomas Mann, edicions originals del Quixot, Faust, i papirs valuosos, coneguts com a Papirs Bodmer, de l'antiguitat, incloent-hi un manuscrit en papir que data del segle iii del complet Dyskolos, una comèdia de Menandre d'Atenes en grec antic, que va ser recuperat i publicat el 1957. Bodmer amplià el seu projecte a l'escriptura cuneïforme i monedes antigues.
Abans de la seva mort, Bodmer va rebutjar la proposta d'un milionari nord-americà que li va oferir 60.000.000 dòlars (1971), i amb el consentiment dels seus fills va transferir la seva col·lecció a la Fundació Martin Bodmer, una institució cultural privada amb seu central a Cologny, que manté, administra i amplia la col·lecció en l'actualitat.